# Línea de suministros militares
La gestión de la línea de suministros militares es un enfoque multifuncional para la adquisición, producción y entrega de productos y servicios para aplicaciones de material militar. El amplio alcance de la gestión incluye a los subproveedores, los proveedores, la información interna y el flujo de fondos.

## Suministro
Un abastecimiento es la adquisición, distribución, mantenimiento durante el almacenamiento y recuperación de los suministros, incluyendo la determinación del tipo y la cantidad de los mismos. La fase de producción de un suministro militar se extiende desde la determinación de los programas de adquisición hasta la aceptación de los suministros terminados por parte de los servicios militares. La fase de consumo de un suministro militar se extiende desde la recepción de los suministros terminados por los servicios militares, hasta la expedición para su uso o consumo.

## Cadena de suministro
La cadena de suministro es el conjunto de actividades relacionadas con el suministro de material desde la fase de materia prima hasta el usuario final como producto acabado. El control de suministros es el proceso mediante el cual se controla un artículo de suministro dentro del sistema de suministros, incluyendo el pedido, la recepción, el almacenamiento, el control de existencias, el envío, la disposición, la identificación y la contabilidad. El punto de aprovisionamiento es un lugar en el que se encuentran y se expiden suministros, servicios y materiales. Estos lugares son temporales y móviles, y normalmente están ocupados durante un máximo de 72 horas.

## Logística militar

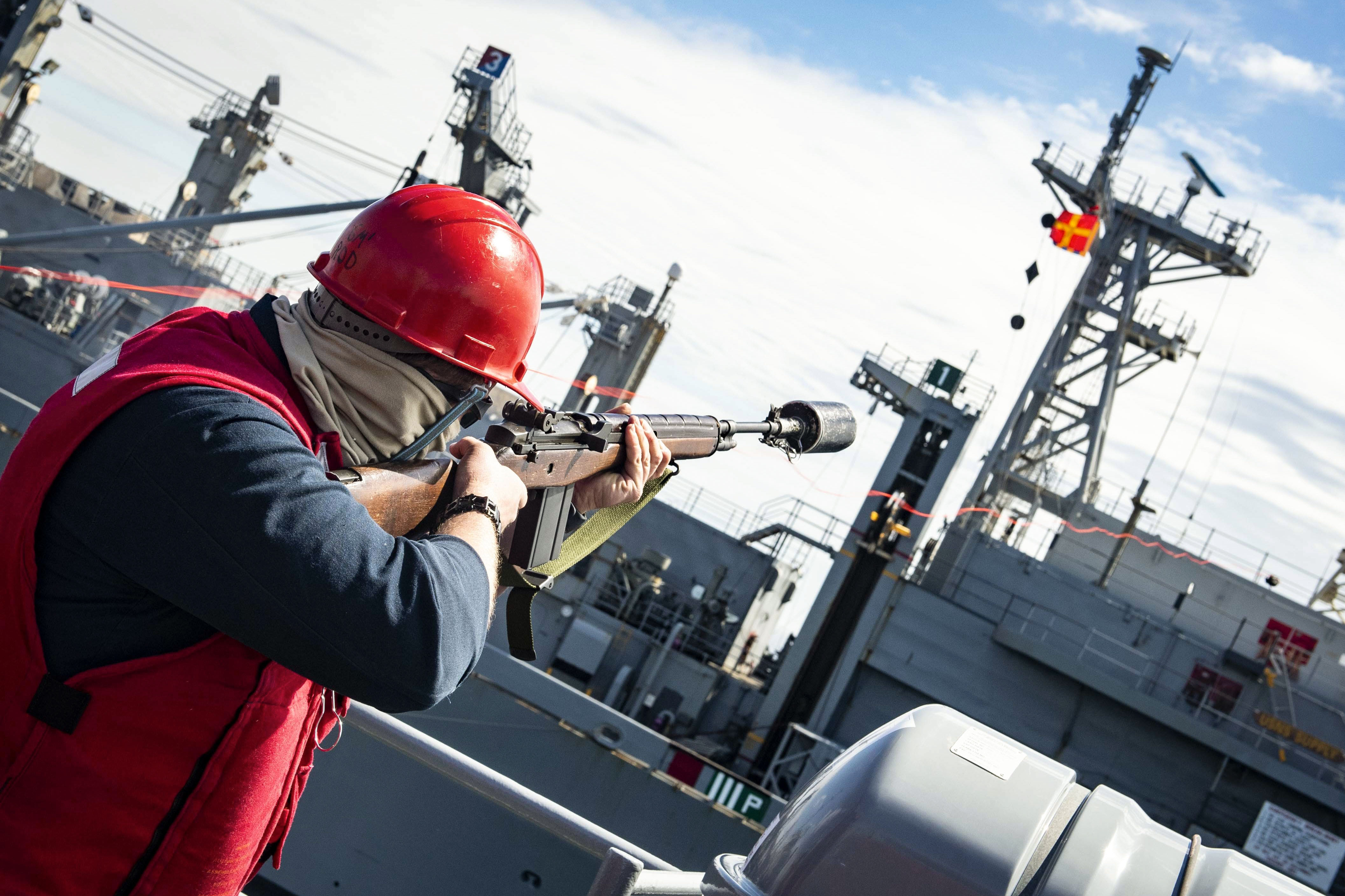
Suboficial de la Armada dispara una línea de suministro al USNS Supply

La logística militar es la ciencia de la planificación y ejecución del movimiento y mantenimiento de las fuerzas armadas. En su sentido más amplio, aquellos aspectos de las operaciones militares que se ocupan de: a. el diseño y desarrollo, la adquisición, el almacenamiento, el movimiento, la distribución, el mantenimiento, la evacuación y la disposición del material; b. el movimiento, la evacuación y la hospitalización del personal; c. la adquisición o construcción, el mantenimiento, la operación y la disposición de las instalaciones; y d. la adquisición o el suministro de servicios.

### Gestión logística frente a gestión de suministro
La principal diferencia entre el concepto de gestión logística y el de gestión de la cadena de suministro es el nivel de información recopilada, procesada, analizada y utilizada para la toma de decisiones. Una organización basada en la gestión de la cadena de suministro no sólo se ocupa de sus clientes inmediatos, sino que también gestiona y prevé los factores que afectan directa o indirectamente a su proveedor o proveedores o a su cliente o clientes. Si excluimos esta parte de la información del modelo de la cadena de suministro, podemos ver la parte de la gestión logística de la empresa.

### Limitaciones de la cadena de suministro militar
A diferencia de las prácticas estándar de gestión de la cadena de suministro en todo el mundo, algunos conceptos importantes no son compatibles con el ámbito militar. Por ejemplo, el modelo "justo a tiempo" (JIT) hace hincapié en mantener menos (o ningún) inventario, mientras que en las cadenas de suministro militares, debido a los altos costes de un desabastecimiento (que puede poner vidas en peligro), mantener un gran inventario es una práctica más aceptable. Algunos ejemplos son el depósito de municiones y el depósito de petróleo.
Asimismo, el proceso de adquisición militar tiene criterios muy diferentes a los del proceso normal de adquisición empresarial. Las necesidades militares exigen la fiabilidad del suministro durante la paz y la guerra, en comparación con los factores de precio y tecnología.